# Barrett (àlbum)
Barrett és el segon àlbum com a solista de Syd Barrett, co-fundador de Pink Floyd, gravat i editat el 1970, poc després del llançament del seu primer àlbum en solitari The Madcap Laughs.
Per promocionar-lo, Barrett va estar al programa de radi de John Peel, Top Gear, al febrer de 1970, on va presentar un únic tema. L'endemà passat, va començar a gravar els seus nous temes per Barrett als estudis Abbey Road, on se li van unir els membres de Pink Floyd David Gilmour i Richard Wright com a productors i músics.
El principal objectiu que es va seguir en les sessions d'enregistrament va ser donar-li estructura als nous temes, per intentar que no ocorregués el mateix que en les sessions del disc anterior, en les quals els músics havien d'improvisar davant els canvis imprevists de Syd. D'aquesta manera, es va aconseguir gravar material abundant — molt del qual va ser inclòs posteriorment en àlbums com "Opel" o "Crazy Diamond"—, i l'àlbum va estar acabat en molt menys temps del que es va trigar a muntar l'anterior.
Es va llançar al mercat al novembre de 1970, 10 mesos després del primer àlbum, obtenint molt menys interès i, per tant, no aconseguint estar en les llistes d'èxits.
Avorrit i sense rumb, Syd Barret va tornar a la seva ciutat natal a Cambridge. El 1972 va intentar ressorgir amb un supergrup anomenat Stars, amb el baixista Jack Monck de la banda Delivery i John Charles Alder "Twink" com a bateria. Van versionar temes dels orígens de Pink Floyd i de l'àlbum The Madcap Laughs de Barrett, donant només 3 concerts, ja que la salut de Barrett havia empitjorat molt i els seus trastorns mentals s'havien accentuat. Finalment, Barrett es va recloure a casa seva i les seves aparicions posteriors es reduirien al mínim.
En l'àlbum destaquen cançons com "Baby Lemonade", "Dominoes" (en la qual Barrett va gravar una guitarra a l'inrevés en una sola presa), "Waving my Arms in the Air" o "Effervescing Elephant".

## Llista de cançons
Totes les cançons escrites i compostes per Syd Barrett:
1. "Baby Lemonade" – 4:10
Presa 1, Gravada el 26 de febrer de 1970
2. "Love Song" – 3:03
Presa 1, Gravada el 17 de juliol de 1970, pistes extra afegides el 17 de juliol
3. "Dominoes" – 4:08
Presa 3, Gravada el 14 de juliol de 1970
4. "It Is Obvious" – 2:59
Presa 1, Gravada el 17 de juliol de 1970, pistes extra afegides el 20 de juliol
5. "Rats" – 3:00
Demo, Gravat el 7 de maig de 1970, pistes extra afegides el 5 de juny
6. "Maisie" – 2:51
Presa 2, Gravada el 26 de febrer de 1970
7. "Gigolo Aunt" – 5:46
Presa 15, Gravada el 27 de febrer de 1970, pistes extra afegides el 2 d'abril
8. "Waving My Arms In The Air" – 2:09
Presa 1, Gravada el 27 de febrer de 1970, pistes extra afegides el 2 d'abril
9. "I Never Lied To You" – 1:50
Presa 1, Gravada el 27 de febrer de 1970, pistes extra afegides el 2 d'abril
10. "Wined And Dined" – 2:58
Presa 10, Gravada el 14 de juliol de 1970
11. "Wolfpack" – 3:41
Presa 2, Gravada el 3 d'abril de 1970
12. "Effervescing Elephant" – 1:52
Presa 9, Gravada el 14 de juliol de 1970

## Personal
- Syd Barrett: guitarra, veu principal
- David Gilmour: producció, guitarra acústica 12 cordes, baix, òrgan, bateria programada, cors
- Rick Wright: producció, teclats, piano, harmònium, hammond
- Vic Saywell: tuba
- Jerry Shirley: bateria programada i percussió
- Willie Wilson: percussió
- John Wilson: bateria
- Peter Bown — Tècnic